# Odznaka honorowa „Zasłużony dla Energetyki”
Odznaka honorowa „Zasłużony dla Energetyki”, do 1998 Odznaka „Zasłużony dla Energetyki” – polskie odznaczenie resortowe, nadawane jako zaszczytne wyróżnienie zawodowe w uznaniu zasług za wieloletnią i ofiarną pracę w energetyce oraz szczególnych osiągnięć w rozwoju energetyki.

## Historia
Odznaka „Zasłużony dla Energetyki” została ustanowiona uchwałą Rady Ministrów z dnia 18 sierpnia 1976.
Nadawana była przez Ministra Energetyki i Energii Atomowej, później Ministra Gospodarki, w okresie 1976-1996 i 1998-2001.
Odznaka posiadała trzy stopnie: złota, srebrna i brązowa. Wzór odznaki ustalono zarządzeniem Ministra Energetyki i Energii Atomowej z 19 sierpnia 1976.
Uchwała o ustanowieniu odznaki została uchylona 11 maja 1996 uchwałą Rady Ministrów nr 48 z 10 kwietnia 1996 i tym samym nadawanie jej zakończono.
Rozporządzeniem z dnia 10 lutego 1998 ustanowiono kolejną, tym razem jednostopniową odznakę honorową „Zasłużony dla Energetyki”, nadawaną przez Ministra Gospodarki. Bez formalnego uchylenia przepisów, odznaka ta została zastąpiona w 2001 przez nową odznakę honorową „Za zasługi dla Energetyki”, a osoby odznaczone poprzednim odznaczeniem utrzymały prawo do jego noszenia.

## Zasady nadawania
Według pierwotnych unormowań, odznakę „Zasłużony dla Energetyki” nadawano:
- pracownikom energetyki zawodowej, przemysłowej i komunalnej zatrudnionym w elektrowniach, elektrociepłowniach i ciepłowniach, zakładach przesyłających i rozdzielających energię elektryczną i cieplną, zakładach zaplecza produkcyjno-remontowego i usługowego energetyki, pracownikom kierownictwa i dozoru technicznego energetyki za osiągnięcia w pracy zawodowej i szczególny wkład w rozwój energetyki,
- pracownikom instytutów naukowo-badawczych, ośrodków badawczo-rozwojowych i innych jednostek naukowo-badawczych za szczególne osiągnięcia w zakresie nowych rozwiązań technicznych w energetyce oraz prac badawczych i wdrożeniowych w zakresie zastosowań energii jądrowej,
- pracownikom zatrudnionym w zakładach, których działalność stanowi bazę paliwową dla energetyki, za szczególny wkład w opracowywanie i wdrażanie nowych technologii przygotowywania paliw dla energetyki, rozszerzanie bazy surowcowej paliw przez stosowanie nowych paliw w procesie produkcji energii elektrycznej i cieplnej,
- pracownikom biur projektowych oraz przedsiębiorstw budowlanych i budowlano-montażowych realizujących inwestycje energetyczne, pracownikom zakładów wytwórczych urządzeń dla energetyki za szczególne osiągnięcia we wdrażaniu najnowszych osiągnięć techniki światowej w zakresie realizacji budów energetycznych i produkcji urządzeń oraz unowocześniania i rozwoju energetyki,
- pozostałym pracownikom resortu energetyki i energii atomowej za osiągnięcia w długotrwałej pracy zawodowej i społecznej w dziedzinie energetyki,
- innym osobom szczególnie zasłużonym dla rozwoju energetyki,
- obywatelom państw obcych za zasługi położone w rozwoju i umacnianiu współpracy międzynarodowej w dziedzinie energetyki i energii atomowej.

Odznaka brązowa mogła być nadana pracownikowi po 5 latach, a odznaka srebrna po 10 latach nieprzerwanej i nienagannej pracy w resorcie energetyki i energii atomowej. Odznaka złota mogła być nadana nie wcześniej niż po upływie 2 lat od otrzymania odznaki srebrnej. W uzasadnionych wypadkach oraz za szczególne osiągnięcia w dziedzinie energetyki i energii atomowej odznaka mogła być nadana mimo niespełnienia tych warunków.
Pracownicy wyróżnieni odznaką mieli pierwszeństwo przy przedstawianiu do orderów i odznaczeń, w awansowaniu, w kierowaniu na szkolenie i doskonalenie zawodowe oraz w korzystaniu z wszelkiego rodzaju świadczeń socjalnych.
Odznakę nadawał Minister Energetyki i Energii Atomowej. Mógł on także pozbawić odznaki w razie stwierdzenia, że jej nadanie nastąpiło wskutek wprowadzenia w błąd, lub że osoba wyróżniona stała się niegodna posiadania odznaki. Koszty odznaki oraz wydatki związane z jej nadawaniem były pokrywane z budżetu Ministerstwa Energetyki i Energii Atomowej.
W 1984 decyzja Ministra Górnictwa i Energetyki zezwoliła na nadawanie odznaki (wyłącznie złotej) zespołom pracowniczym, zakładom pracy, organizacjom społecznym itp. za szczególne osiągnięcia w energetyce.
Rozporządzenie z 1998 określało jedynie, że odznaka jest zaszczytnym honorowym wyróżnieniem i może być nadawana pracownikom energetyki, członkom organizacji zawodowych i społecznych, cudzoziemcom oraz innym osobom fizycznym za szczególne osiągnięcia w zakresie nowych rozwiązań technicznych, prac badawczych, we wdrażaniu najnowszych osiągnięć techniki światowej, w zakresie realizacji budów i produkcji urządzeń energetycznych. Nadawał ją jednokrotnie Minister Gospodarki; brak było już uregulowań dotyczących stażu pracy, przywilejów ani trybu odbierania.

## Opis odznaki
Odznaka miała kształt krążka średnicy 30 mm wykonanego z tombaku. Zewnętrzne obrzeże odznaki stanowiły stylizowane łopatki turbiny w kolorze złotym, srebrnym lub brązowym, odpowiednio do stopnia. Na pokrytym białą emalią środku odznaki była osadzona stylizowana litera "E" w kolorze niebieskim. Środkową część odznaki otaczał po całym obwodzie napis ZASŁUŻONY DLA ENERGETYKI w kolorze złotym, srebrnym lub brązowym, wtopionym w tło z białej emalii.
Odznaka początkowo była zawieszona na prostokątnej metalowej zawieszce (klamrze) z nałożoną na niej rzeźbą liści laurowych, w kolorze złotym, srebrnym lub brązowym. Szerokość klamry wynosiła 25 mm, wysokość – 8 mm. Później wprowadzono odznakę na wstążce.
Odznaka zespołowa była większa (o średnicy krążka 37 mm), zawieszona na wstążce o szerokości 29 mm, składającej się z dwóch pasków żółtych wzdłuż brzegów (po 6 mm szerokości), dwóch pasków czarnych bliżej środka (po 7 mm) i środkowego paska biało-czerwonego (szer. 3 mm). Górna klamra miała wymiary 33 × 12 mm.
Rozporządzenie z 1998 określiło odznakę jako wykonaną z metalu w kolorze złotym, o kształcie okrągłego medalu o średnicy 30 mm w formie stylizowanej turbiny. W środku medalu w biało emaliowanym kole była umieszczona ciemnoniebieska, stylizowana litera "E", otoczona napisem ZASŁUŻONY DLA ENERGETYKI. Medal był przymocowany do prostokątnej klamry o długości 30 mm i szerokości 10 mm, przedstawiającej Godło Rzeczypospolitej Polskiej na biało-czerwonej wstędze.
Odznakę noszono na prawej piersi.